# Albali
Albali eller Epsilon Aquarii (ε Aquarii, förkortat Epsilon Aqr, ε Aqr) som är stjärnans Bayerbeteckning, är en ensam stjärna belägen i den västra delen av stjärnbilden Vattumannen. Den har en skenbar magnitud på 3,77 och är synlig för blotta ögat där ljusföroreningar ej förekommer. Baserat på parallaxmätning inom Hipparcosuppdraget på ca 15,7 mas, beräknas den befinna sig på ett avstånd på ca 208 ljusår (ca 64 parsek) från solen. 

## Nomenklatur
Epsilon Aquarii har det traditionella namnet Albali, som kommer från det arabiska الساق (albāli' ), vilket betyder "sväljaren". Tillsammans med My Aquarii (Albulan) och Ny Aquarii (även Albulaan), var de Al Bula' (البلع), vilket betyder "sväljningen". I stjärnkatalogen i Al Achsasi al Mouakket-kalendern betecknades den Nir Saad Bula (نير سعد ألبلع nayyir sa'd al bula'), som översattes till latin som Lucida Fortunæ Dissipantis, vilket betyder "sväljarens starkaste lycka".
År 2016 organiserade Internationella astronomiska unionen en arbetsgrupp för stjärnnamn (WGSN) med uppgift att katalogisera och standardisera riktiga namn för stjärnor. WGSN fastställde namnet Albali  för Epsilon Aquarii i september 2016 och detta är nu inskrivet i IAU:s Catalog of Star Names.

## Egenskaper
Epsilon Aquarii är en blå till vit stjärna i huvudserien av spektralklass A1 V. Den har en radie som är ca 3,8 gånger större än solens och utsänder från dess fotosfär ca 123 gånger mera energi än solen vid en effektiv temperatur av ca 9 500 K.